# Avedig István

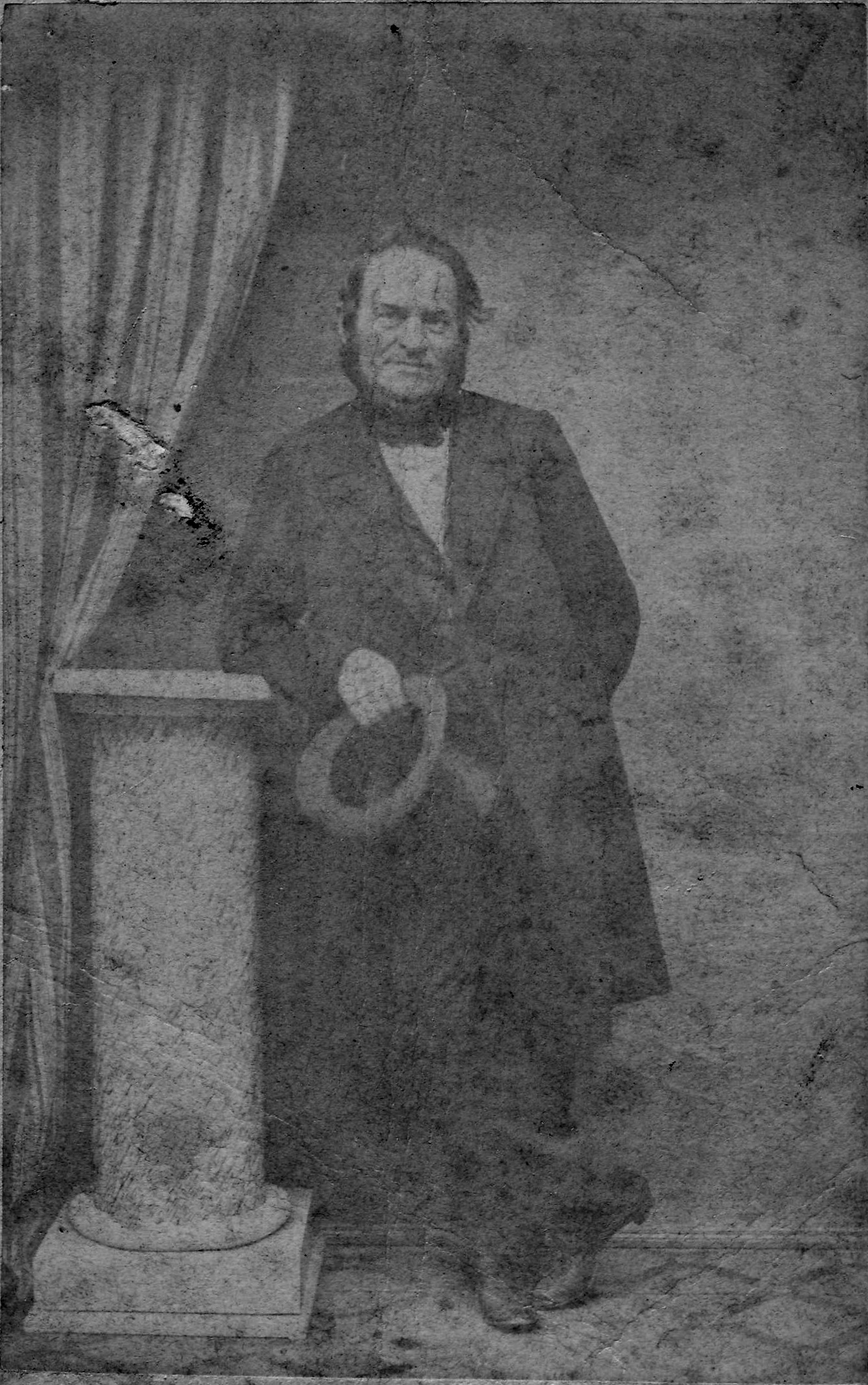
Dr. Avedig István egész alakos fényképe.
A képet készítette: Johann Hahn, Bécs

Avedig István vagy Stefan Avedig (Újvidék, 1804. augusztus 19. – Fünfhaus (1892 óta Bécs egyik városrésze), 1884. március 29.) orvos, a szegény betegek jótevője.
A családi nevét sokszor tévesen Avediknek írják, de helyesen Avedig. A magyarosan használt neve mellett számos más formában is használják a nevét különféle külföldi írásokban, több helyen például Stefan Avedig (ő így írta a saját nevét), Stephan Avedig (német), Stephanus Avedig (latin), Stefan Awedyk (lengyel) és Stéphan Avedig (francia) alakban is feltüntették már a nevét.

## Származása
Édesapja Carl Avedig, édesanyja Josefa N.  (A fennmaradt anyakönyvi kivonatban nem szerepel az édesanyjának a családi neve, csak a keresztneve.) Ősei örmény származású polgárok voltak.

## Tanulmányai
Orvosi tanulmányait először Pesten végezte, majd a Bécsi Orvostudományi Egyetemen fejezte be 1831-ben.  Utána egész életében Bécsben és környékén praktizált.
Egyetlen nyomtatásban megjelent műve: Dissertatio inauguralis medica de ophtalmia neonatorum (Vindobonae/Bécs 1831.)
A mű címének jelentése magyarul: Orvosi székfoglaló disszertáció az újszülöttek szemgyulladásáról
A fenti cím az írásnak csak a rövidített címe, a mű teljes címe így szól: DISSERTATIO INAUGURALIS MEDICA de OPHTALMIA NEONATORUM, quam Consensu et Auctoritate EXCELLENTISSIMI, AC ILLUSTRISSIMI DOMINI PRAESIDIS ET DIRECTORIS, PERILLUSTRIS AC SPECTABILIS DOMINI DECANI, nec non CLARISSIMORUM D. D. PROFESSORUM pro DOCTORIS MEDICINAE LAUREA RITE OBTINENDA IN ANTIQUISSIMA AC CELEBERRIMA UNIVERSITATE VINDOBONENSI publicae disquisitioni submittit Stephanus Avedig, Hungarus Neoplantensis
Ez a mű Avedig Istvánnak a Bécsi Orvostudományi Egyetemen készített, latin nyelven írt szakdolgozata. Az írást a mechitarista szerzetesrend 1831-ben adta ki Bécsben (latinul Vindobonae). A mű 22 + 2 oldalas + a címlapok.  A műnek néhány példánya még ma is fellelhető, például az Országos Széchényi Könyvtárban (Budapest), a Semmelweis Orvostörténeti Múzeum, Könyvtár és Levéltárban (Budapest), a Szerb Matica Könyvtárában (Újvidék), a nagyszombati Szent Miklós Római Katolikus Plébánia könyvtárában, a Bécsi Orvostudományi Egyetem könyvtárában, a Kolozsvári Egyetemi Könyvtár törzsgyűjteményében és a Strasbourgi Nemzeti és Egyetemi Könyvtárban.

## Orvosi tevékenysége
Avedig István, miután befejezte az orvosegyetemi tanulmányait, Bécs környékén kezdett praktizálni. A Bécs körüli szegények gyógyítója, jótevője volt, így általa sok olyan ember is orvosi ellátáshoz jutott, akinek nem volt elég pénze ahhoz, hogy kifizesse az orvosi ellátást. (Akkoriban még nem volt társadalombiztosítás, így orvosi szakellátást általában csak az kapott, aki meg tudta fizetni.) Jótékonyságai miatt Avedig István a szegények körében nagy tiszteletnek és megbecsülésnek örvendett. A nagy megbecsülés ellenére, egyszer kifosztották a lakását.
Avedig István orvosi működése főleg Mariahilf, Braunhirschen, Reindorf, Rudofsheim és Fünfhaus településekre terjedt ki, amelyek jelenleg Bécs XV. kerületében és annak környékén vannak, a Westbahnhof (Nyugati pályaudvar) közelében, de akkor többnyire még Bécstől független, sok szegény ember által lakott kisebb települések voltak.
1848. október 6-án kitört a bécsi forradalom. A lakosság radikális része ugyanis arra a hírre, hogy a császári udvar Jellasics támogatására a Richter gránátos-zászlóaljat kívánja Magyarország ellen útnak indítani Pozsonyba, összecsapásokba keveredett Hugo von Bredy tábornok, bécsi dandárparancsnok kötelékeivel. Este pedig Latour osztrák hadügyminisztert meggyilkolták, majd egy lámpavasra felakasztották. Avedig István is résztvevője volt a bécsi forradalmi eseményeknek, mivel orvosként a forradalmi harcokban megsebesült embereket ápolta. Fennmaradt az utókor számára egy 1848. október 6-án késő este kelt német nyelvű levele, amit a testvérének, Carl Avedignek írt Újvidékre a bécsi forradalom kirobbanásáról, illetve a nap eseményeiről, köztük Latour hadügyminiszter felakasztásáról és az utcai harcokról. Levelének utolsó mondata a szabadságharc melletti bizakodását is mutatja: „Ez a fordulat Magyarországnak csak előnyére válhat.”

## Magánéletéről, családjáról
Felesége Walburga Schieferl, aki Josef Schieferl és Josefa Perzl leánya volt.
Három gyermekük született: Walburga Maria Stefanie, Oskar és Serafine. Közülük Oskar életének 42. évében, Serafine életének 23. évében elhunyt, nekik nem születtek gyermekei. Walburga Maria Stefanie-nak összesen 1 fiú és 7 leánygyermeke született, akiknek a leszármazottjai ma is élnek.
Avedig Istvánnak három egykori lakcíme ismert a mai Bécs területén:
- Windmühle, 42. számú ház (Mariahilf városrész közelében volt)
- Braunhirschen, 49. számú ház (ez a ház a jelenlegi Braunhirschengasse közelében volt)
- Rudolfsheim, Marktgasse 25. (az utca jelenlegi neve: Schwendergasse)

## Halála és temetése

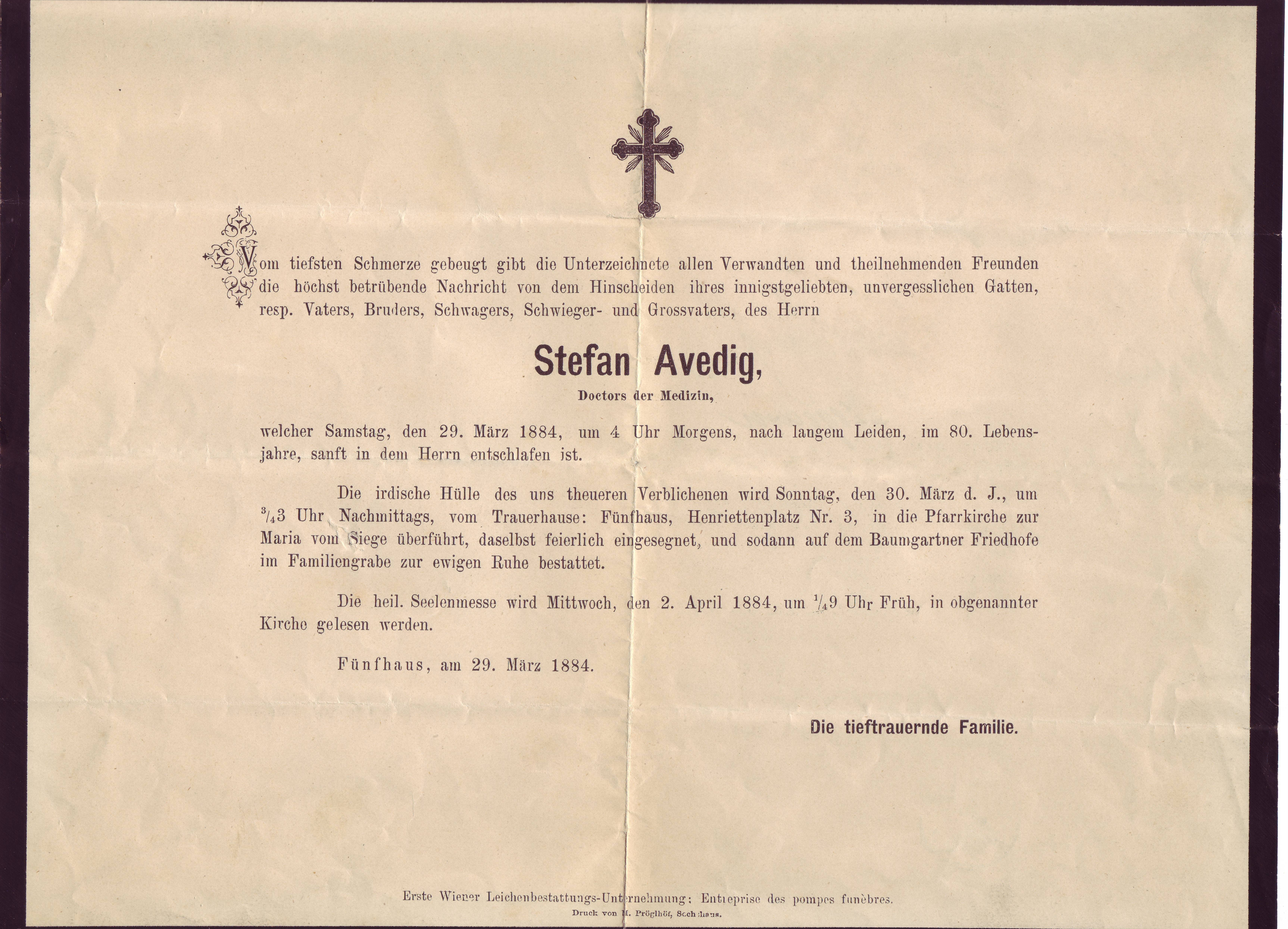
Dr. Avedig István (dr. Stefan Avedig) haláláról szóló, német nyelvű gyászjelentés.
Készült: 1884. március 29-én

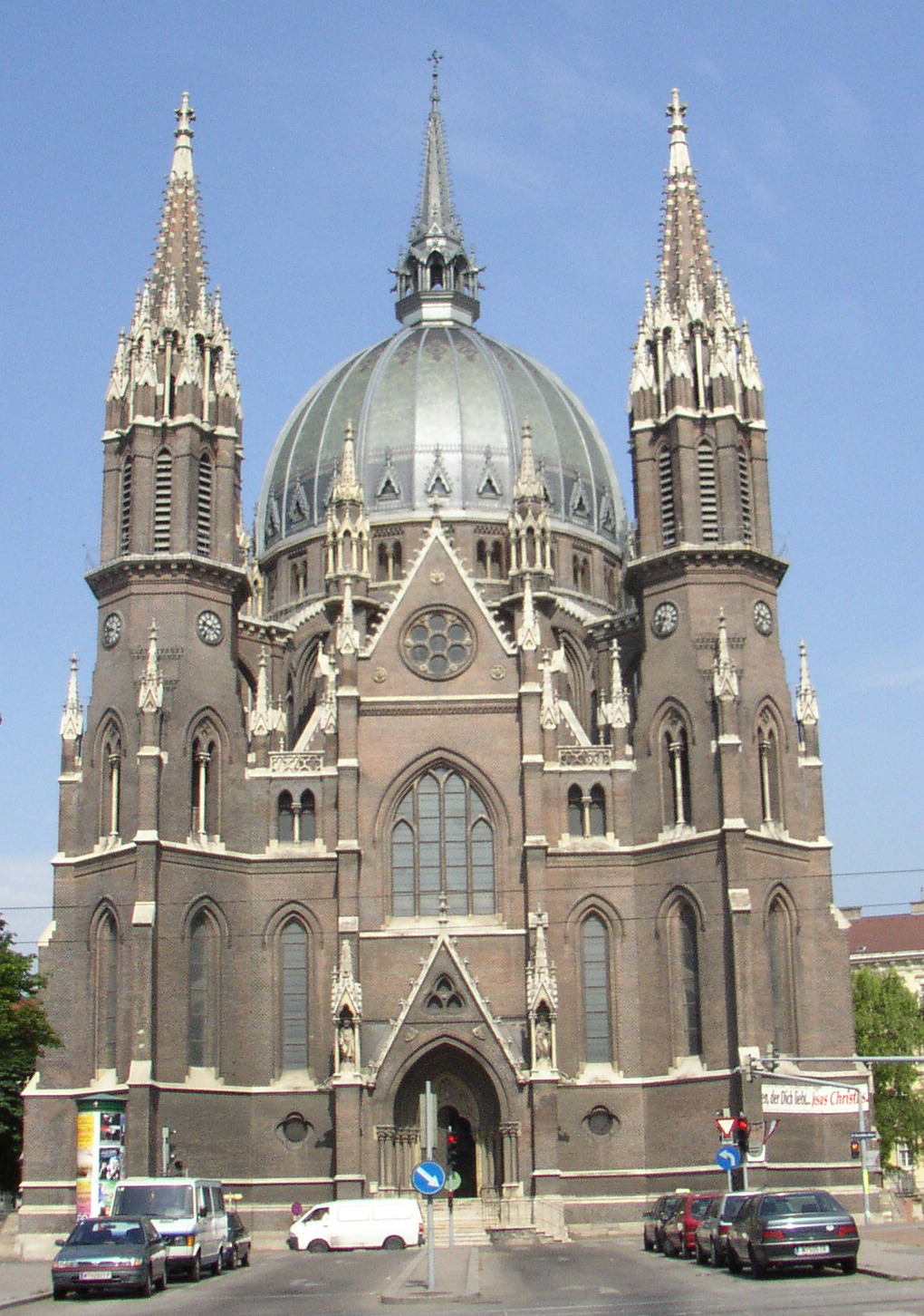
A bécsi Maria vom Siege (Győzedelmes Szűz Mária) templom, ahol dr. Avedig Istvánt a temetése előtt felravatalozták.
A képet készítette: Wolfgang Glock, Bécs

Avedig István 1884. március 29-én, hajnali 4 órakor, életének 80. évében, hosszú szenvedés után hunyt el. Halála után a holttestét másnap délután a bécsi Maria vom Siege (Győzedelmes Szűz Mária) templomban ravatalozták fel, majd a Baumgarteni temetőben (Baumgartner Friedhof, 1140 Bécs, XIV. kerület, Waidhausenstraße 52.) családi sírba helyezték örök nyugalomra. (8. parcella 1. sor 430. számú sírhely)

## Emlékezete

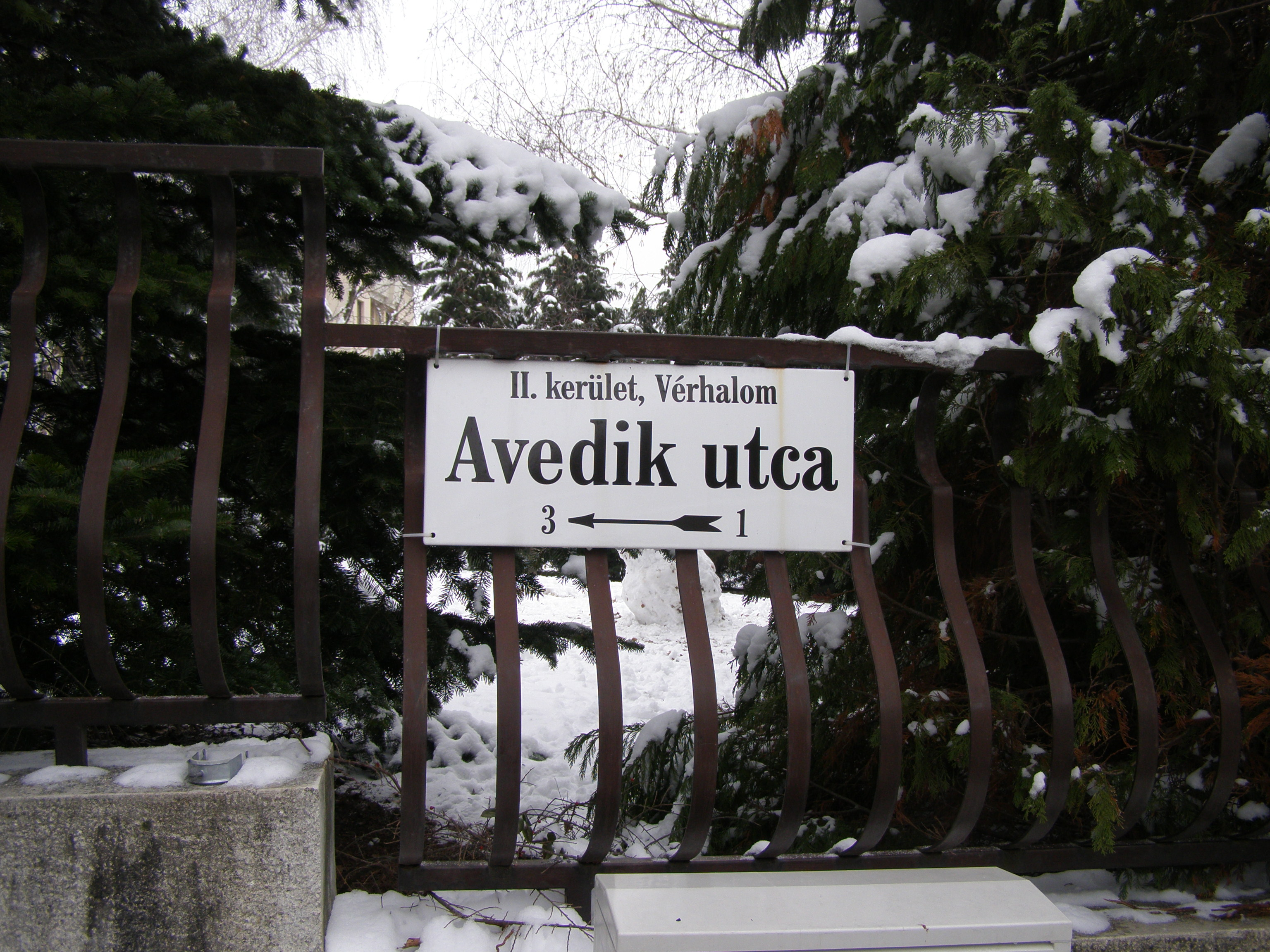
A budapesti Avedik utca névtáblája.
(Avedik utca – Endrődi Sándor utca sarok)

### Bécsben
Avedig István halála után 10 évvel, 1894. július 13-án utcát neveztek el róla Bécsben, a Wien Westbahnhof közvetlen közelében (Avedikstraße). Az utca azóta is az ő nevét viseli. Az Avedikstraße eredeti neve Eisenbahnstraße (magyarul Vasút utca) volt, amely az utcával párhuzamosan futó Westbahn vágányaira utal.

### Budapesten
1938-ban Budapest II. kerületében is elneveztek róla egy addig névtelen, rövid kis utcát. Az Avedik utca névadásáról fennmaradt egy 1938. május 2-án kelt MTI tudósítás, melyben leírják, hogy a Fővárosi Közmunkák Tanácsa határozatot hozott több közterület elnevezéséről vagy átnevezéséről, melyet a polgármester tudomásul vett. Ebből a tudósításból kiderül az is, hogy az utcát Avedik István orvostanár, Avedik Félix jogtudós, továbbá Avedik Gábor és Avedik Lukács egyháztudósok emlékére nevezték el Avedik utcának. Az utca azóta is ezt a nevet viseli.